# دیوید کمبل
دیوید کمبل (انگلیسی: David Campbell؛ زادهٔ ۲ ژوئن ۱۹۶۵) بازیکن فوتبال اهل ایرلند شمالی بود.
از باشگاه‌هایی که در آن بازی کرده‌است می‌توان به باشگاه فوتبال ناتینگهام فارست، باشگاه فوتبال شامروک روفرز، باشگاه فوتبال وست برومویچ آلبیون، باشگاه فوتبال تاموورث، باشگاه فوتبال لینکولن سیتی، باشگاه فوتبال نوتس کانتی، باشگاه فوتبال برنلی، باشگاه فوتبال ویگان اتلتیک، باشگاه فوتبال پلیموث آرگیل، باشگاه فوتبال دری سیتی، باشگاه فوتبال چارلتون اتلتیک، باشگاه فوتبال روترهام یونایتد، باشگاه فوتبال برادفورد سیتی، باشگاه فوتبال کمبریج یونایتد، و باشگاه فوتبال کلیفتون‌ویل اشاره کرد.
وی همچنین در تیم ملی فوتبال ایرلند شمالی بازی کرده‌است.